# Гексахлоропалладат(IV) аммония
Гексахлоропаллада́т(IV) аммо́ния — неорганическое соединение, 
комплексный хлорид палладия и аммония (аммониевая соль гексахлоропалладиевой(IV) кислоты),
с формулой (NH4)2[PdCl6],
красно-коричневые кристаллы,
слабо растворимые в воде.

## Получение
- Пропускание хлора через суспензию тетрахлоропалладата(II) аммония в растворе хлорида аммония:

{\displaystyle {\mathsf {(NH_{4})_{2}[PdCl_{4}]+Cl_{2}\ {\xrightarrow {}}\ (NH_{4})_{2}[PdCl_{6}]\downarrow }}}

## Физические свойства
Гексахлоропалладат(IV) аммония образует красно-коричневые кристаллы
кубической сингонии,
пространственная группа F m3m,
параметры ячейки a = 0,983 нм, Z = 4.
Слабо растворяется в воде.

## Химические свойства
- Разлагается при нагревании с образованием тетрахлоропалладата(II) аммония :

{\displaystyle {\mathsf {(NH_{4})_{2}[PdCl_{6}]\ {\xrightarrow {T}}\ (NH_{4})_{2}[PdCl_{4}]+Cl_{2}}}}